# Horbourg-Wihr
 Horbourg-Wihr  (en alsacià Horwrig-Wihr) és un municipi francès, situat a la regió del Gran Est, al departament de l'Alt Rin. L'any 1999 tenia 5.060 habitants.

## Demografia
| 1962  | 1968  | 1975  | 1982  | 1990  | 1999  |
| ----- | ----- | ----- | ----- | ----- | ----- |
| 1.654 | 2.057 | 2.720 | 4.208 | 4.518 | 5.060 |

## Administració
| Període | Identitat    | Partit |
| ------- | ------------ | ------ |
| 2001-   | Robert Blatz |        |